# Ghiacciaio Sunfix
Il ghiacciaio Sunfix (in inglese Sunfix Glacier) è un ghiacciaio lungo circa 28 km e largo 3,7 situato sulla costa di Wilkins, nella parte orientale della Terra di Palmer, in Antartide. Il ghiacciaio, il cui punto più alto si trova a 1400 m s.l.m., fluisce in direzione est-nord-est scorrendo tra il ghiacciaio Grimley e il ghiacciaio Lurabee fino ad unire il proprio flusso a quello del ghiacciaio Casey.

## Storia
Il ghiacciaio Sunfix fu fotografato per la prima volta il 28 settembre 1940 durante una ricognizione aerea effettuata dal Programma Antartico degli Stati Uniti d'America, 1939-41, e poi risorvolato il 22 dicembre 1947 durante la spedizione di ricerca condotta nel 1947-48 al comando Finn Rønne. Dopo essere stato esplorato dal British Antarctic Survey, che all'epoca si chiamava ancora Falkland Islands and Dependencies Survey (FIDS), nel dicembre del 1960, fu così battezzato proprio dal FIDS in virtù del fatto che la sua cima era un'area solitamente sgombra da nuvole in corrispondenza della quale si poteva chiaramente osservare il Sole per poter poi misurare la latitudine.